# Аннаберг-Буххольц
А́ннаберг-Бу́ххольц (нем. Annaberg-Buchholz) — город в Германии, районный центр, расположен в земле Саксония. Подчинён административному округу Хемниц. Входит в состав района Рудные Горы. Население составляет 21831 человек (на 31 декабря 2010 года). Занимает площадь 27,70 км². Официальный код — 14 1 71 010.
Город подразделяется на 5 городских районов.

## Фотографии

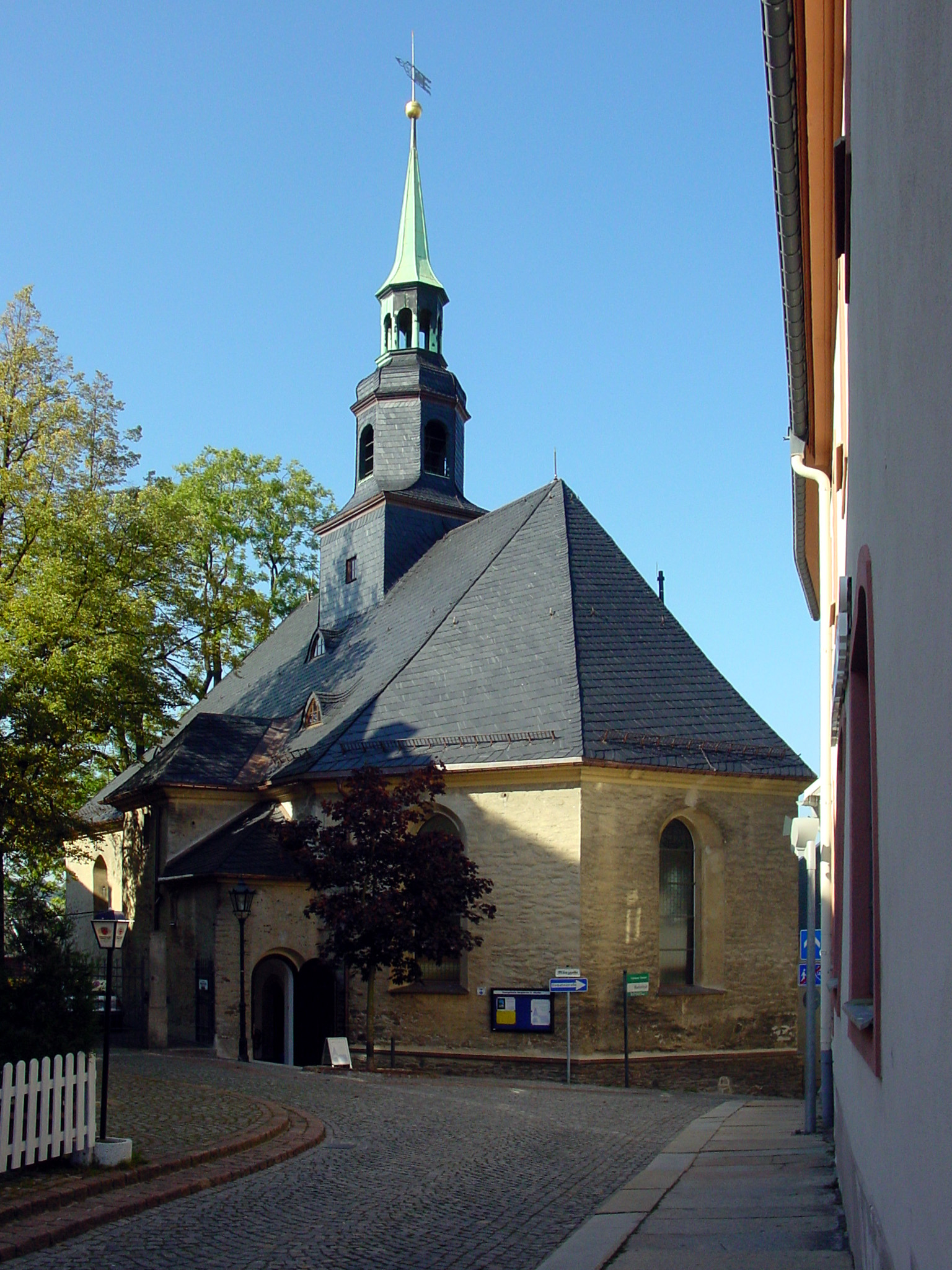
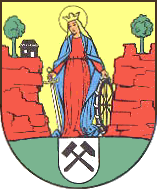
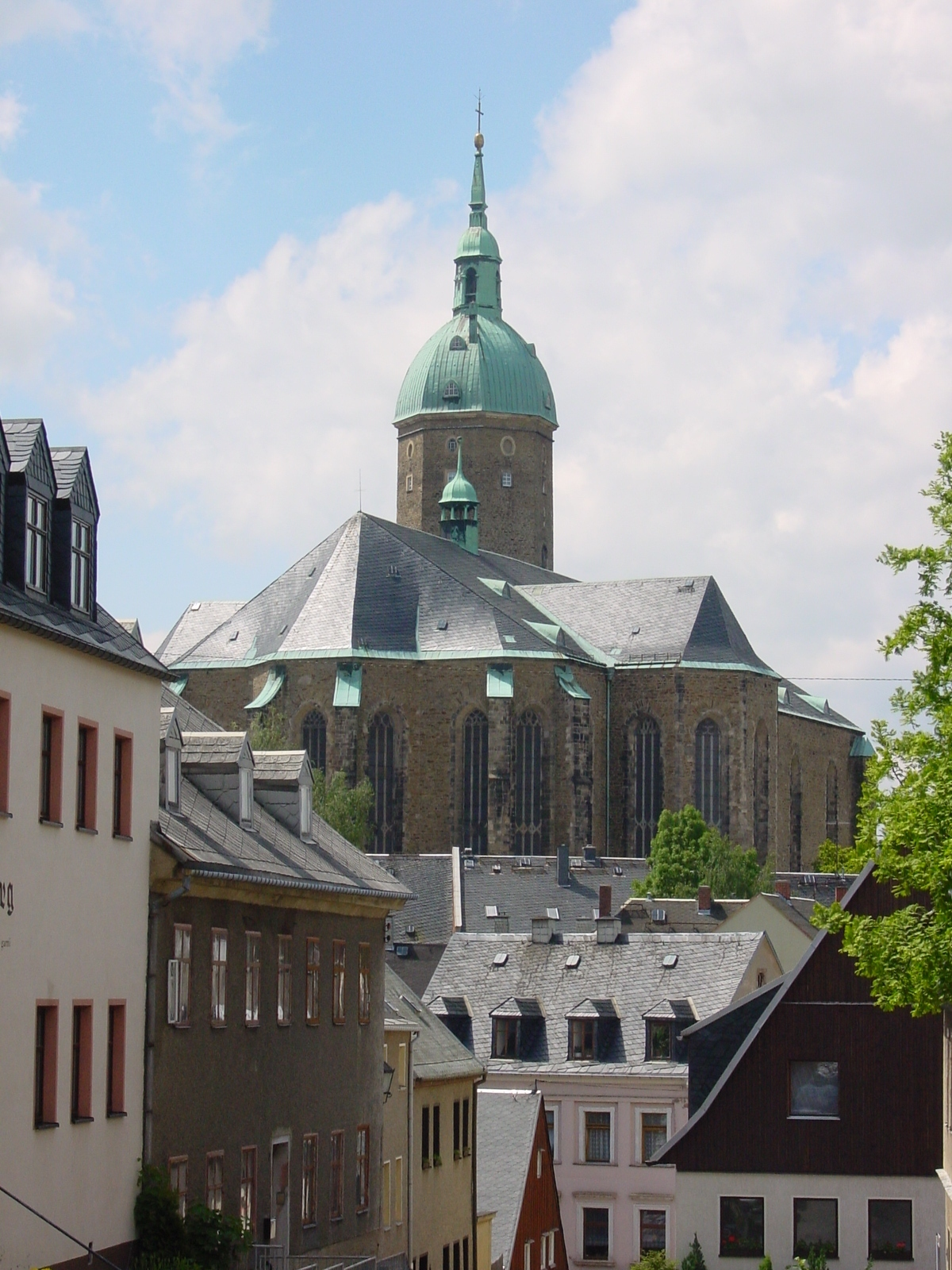
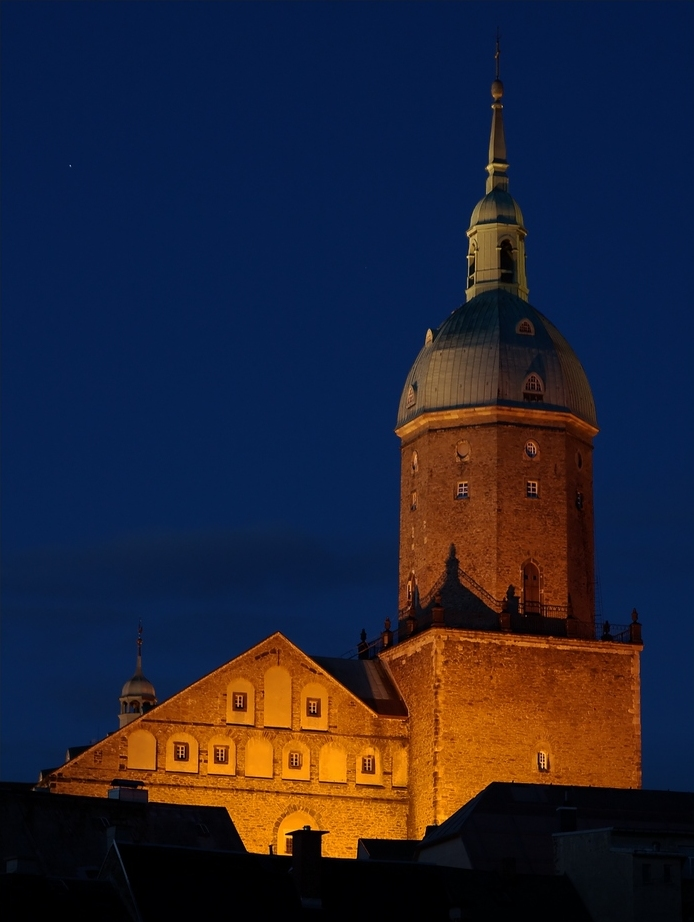
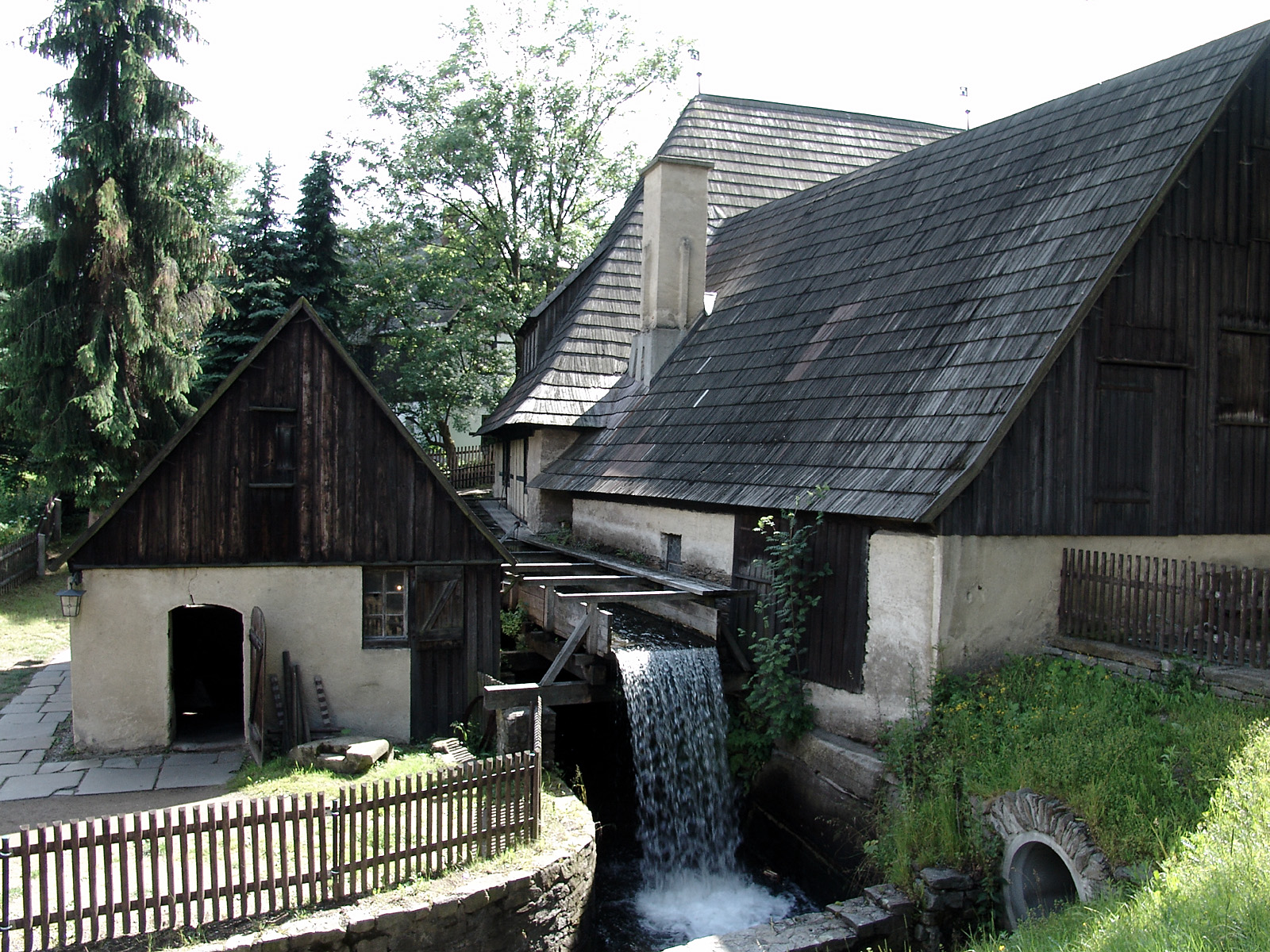
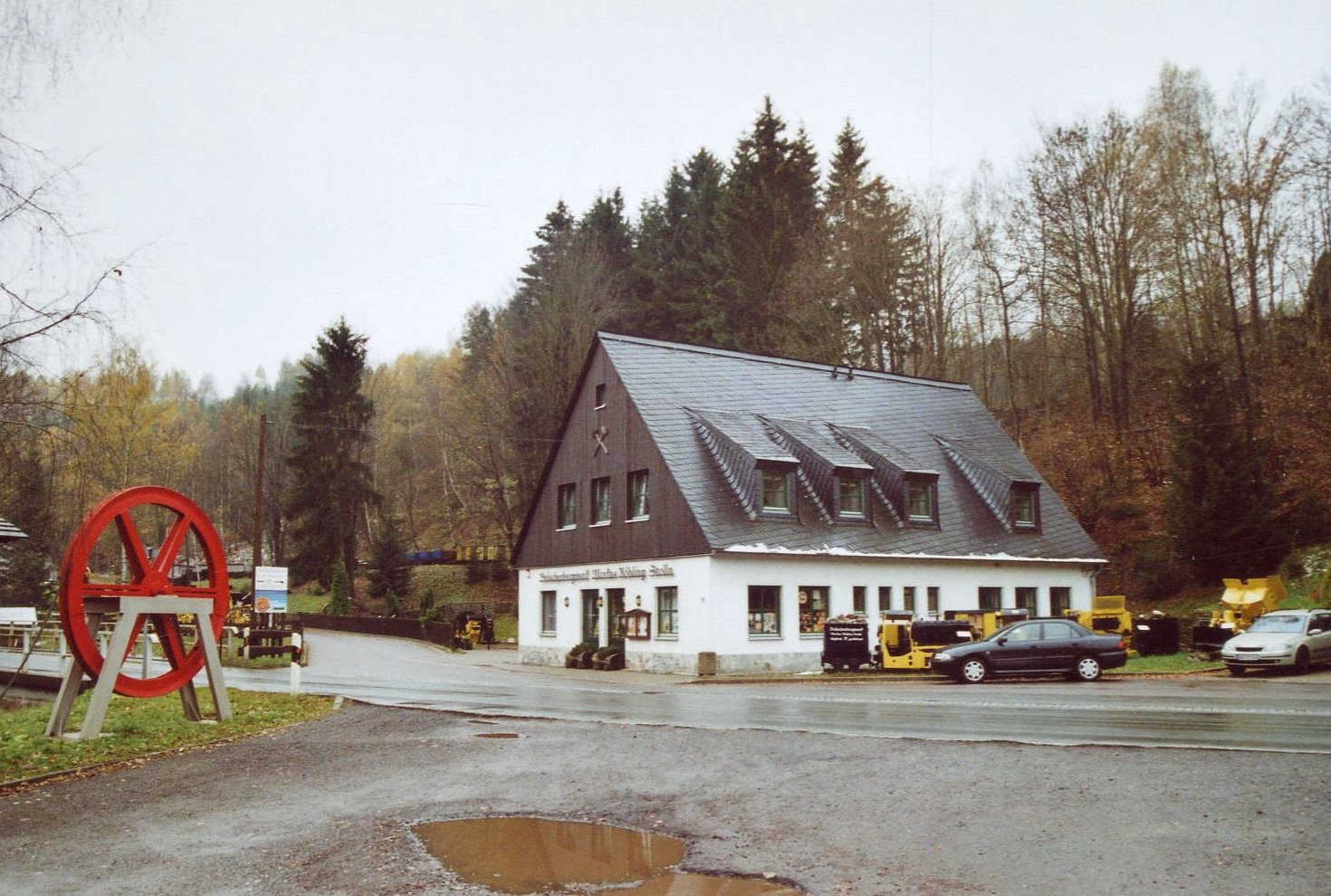
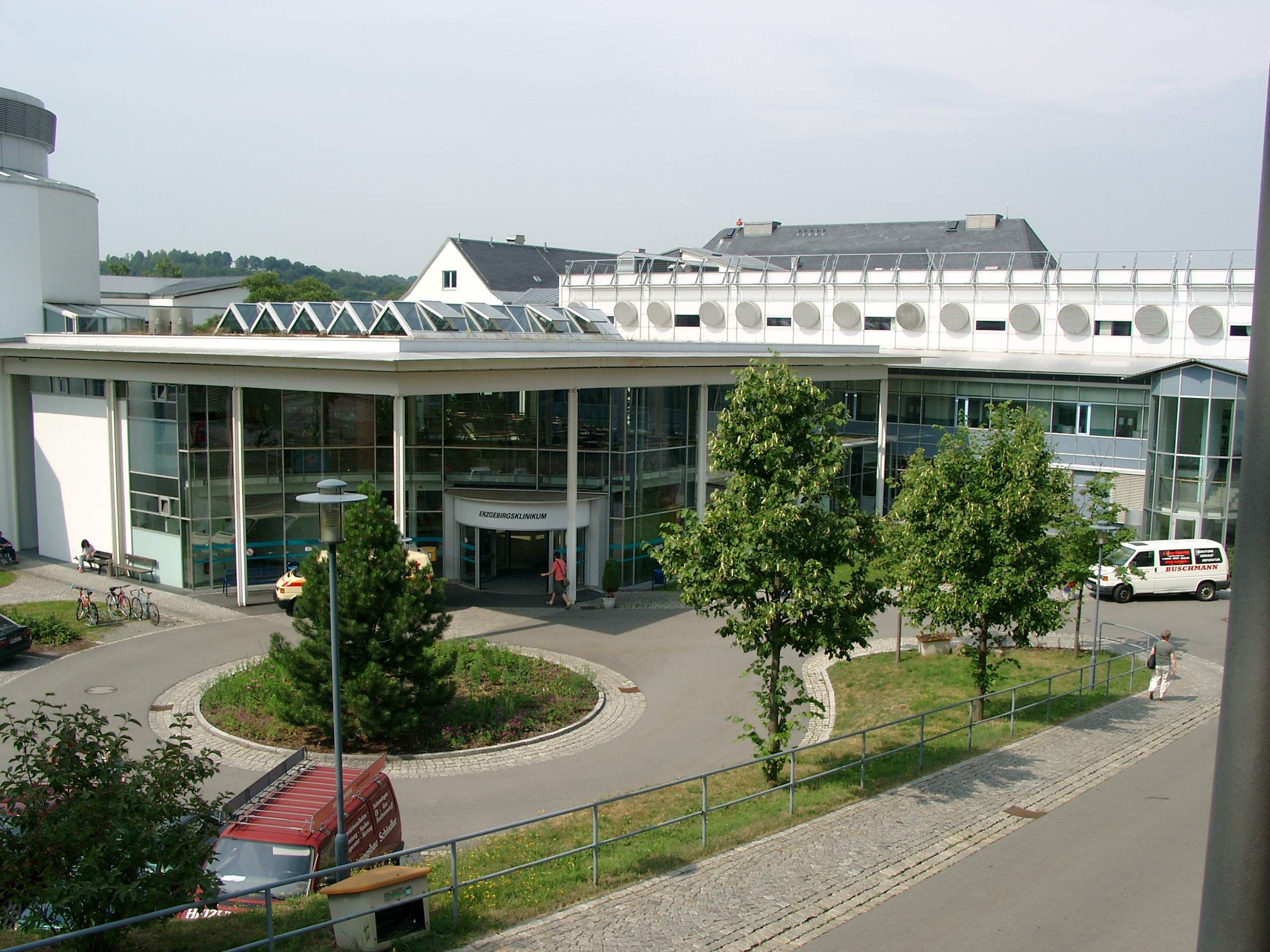
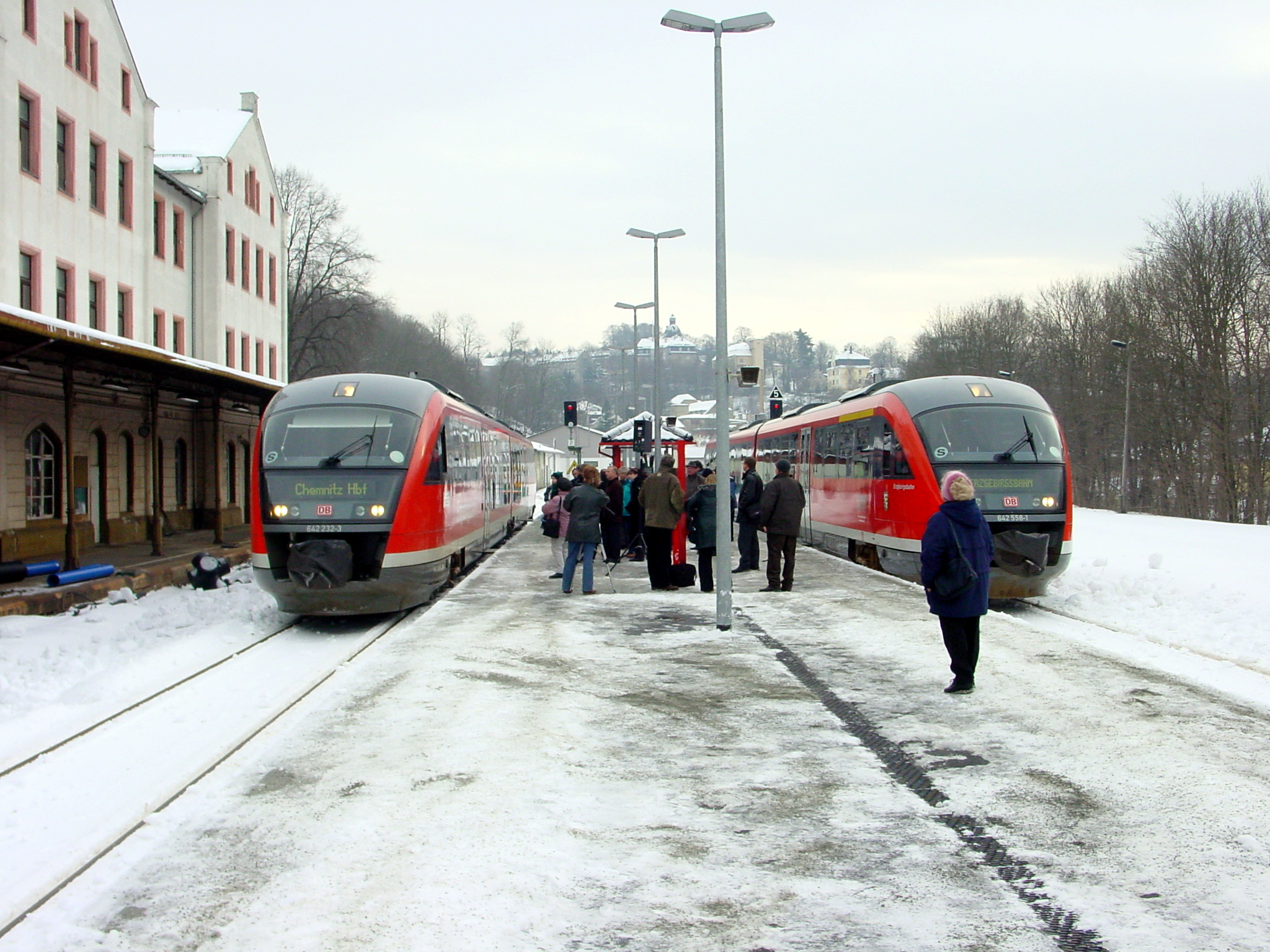
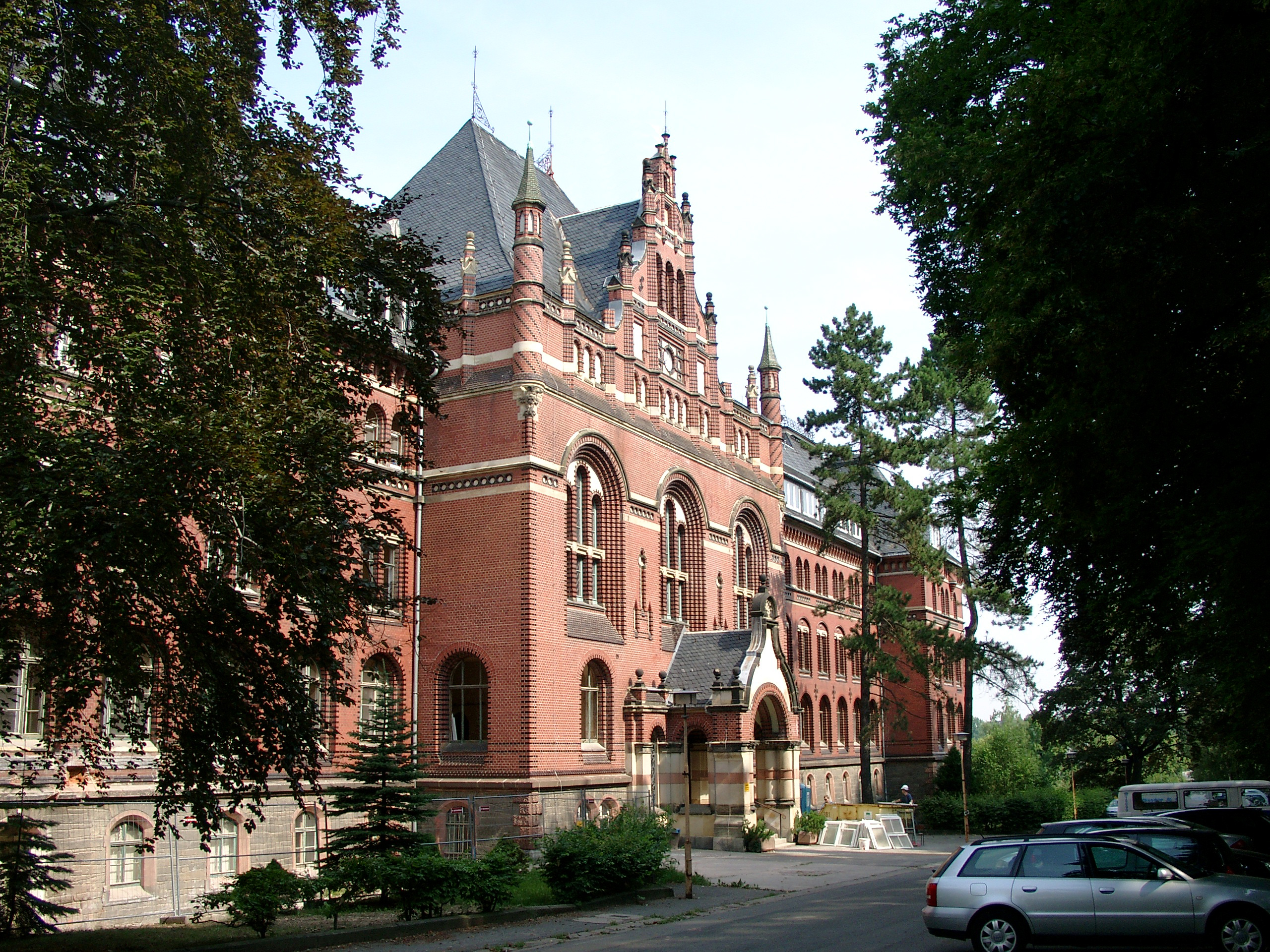
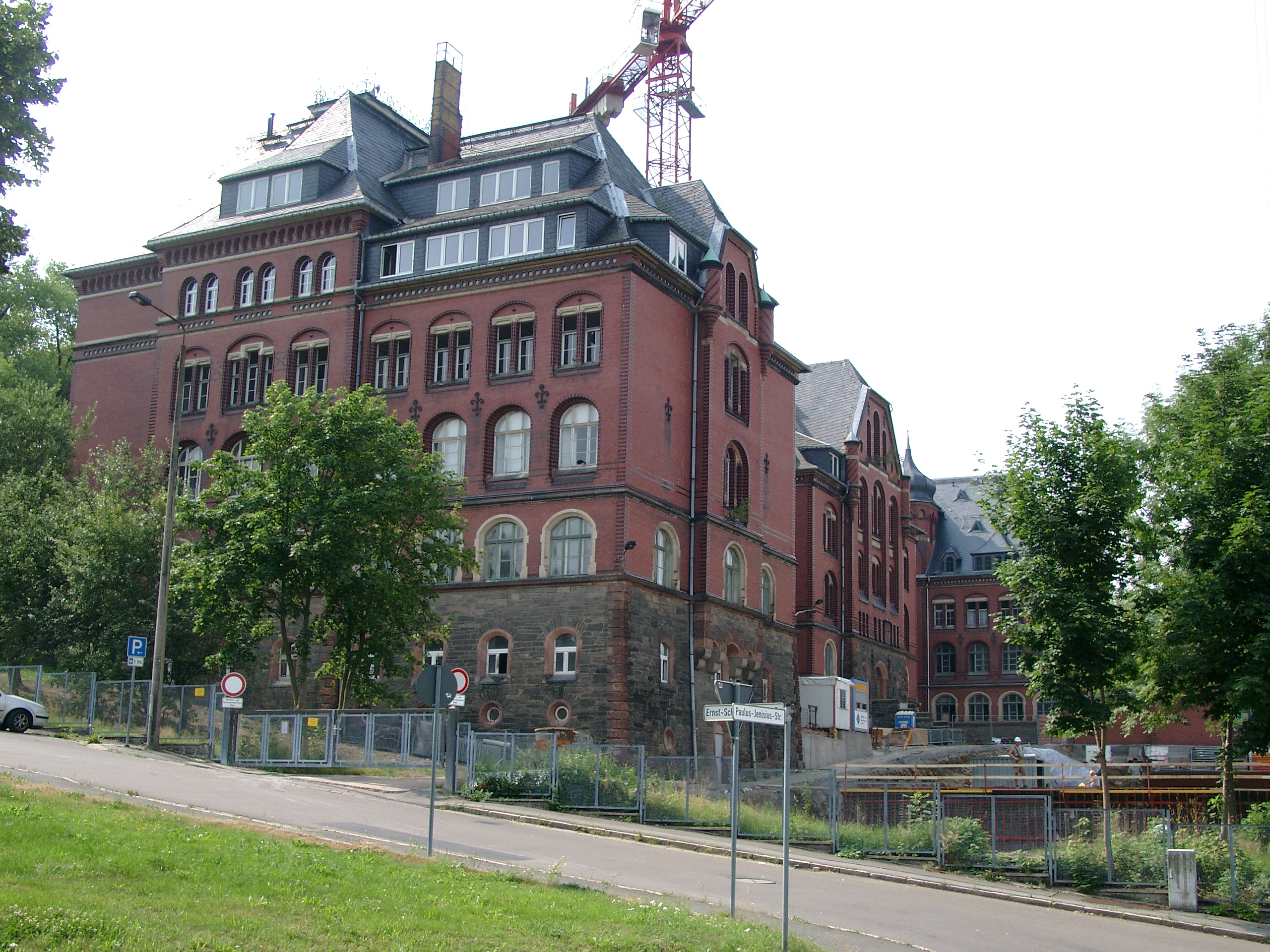
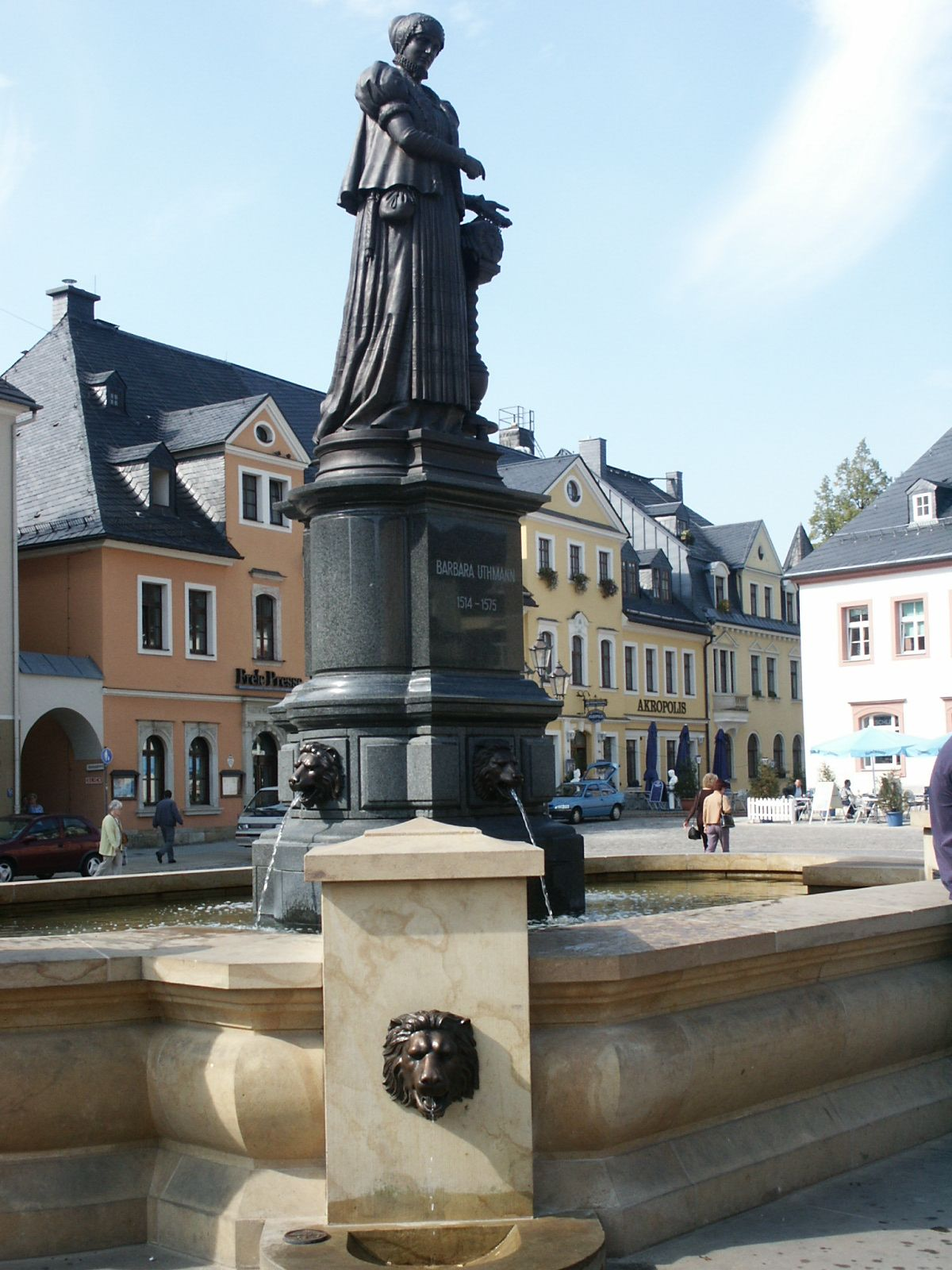
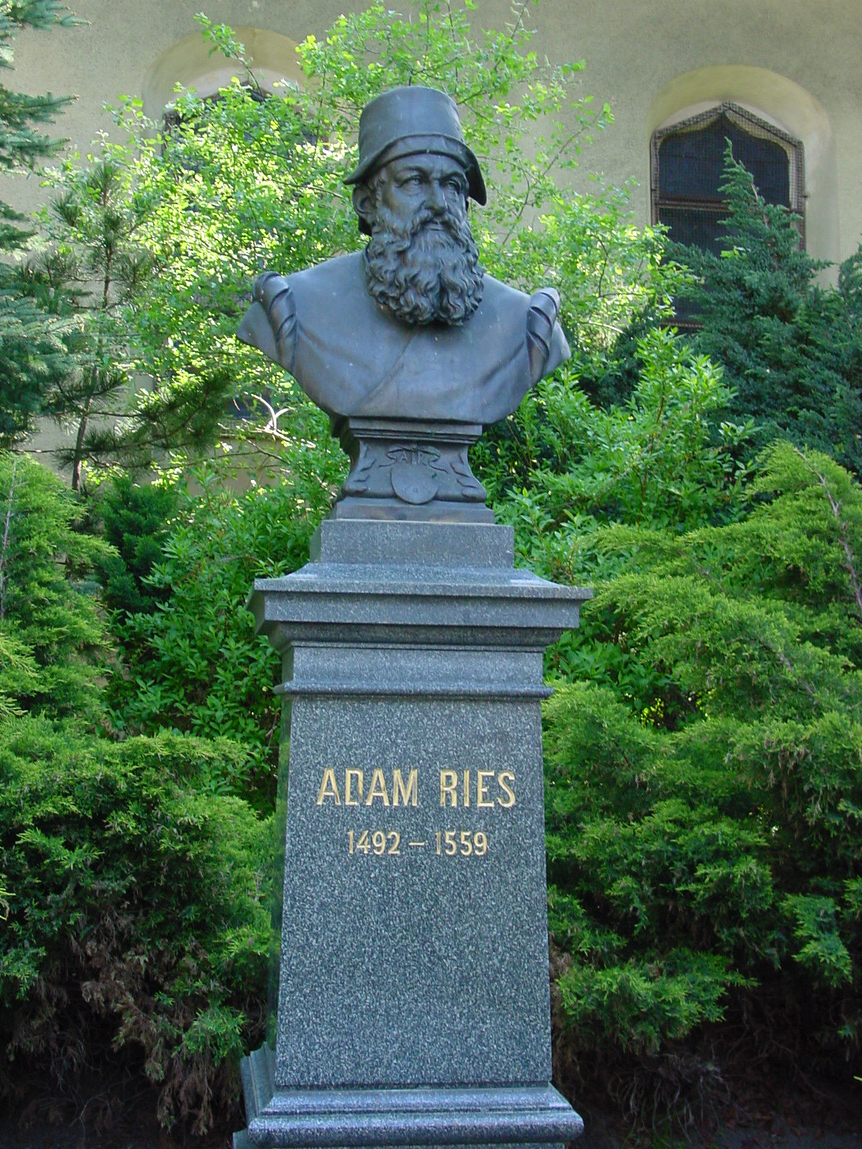

## Города-побратимы[1]
Вайден-ин-дер-Оберпфальц
 Пайде
 Хомутов